# Acrobația Îngerului
Acrobația Îngerului este o manevră executată de două persoane. În serialul Kaleido Star, singurii care au încercat să execute manevra sunt Leon Oswald, Sophie Oswald, Yuri Killian, Layla Hamilton și Sora Naegino. Dintre aceștia, singurii care au realizat manevra cu succes ca și o echipă sunt Sora Naegino și Leon Oswald.

## Detalii despre manevră
Un executant se lansează în aer cu ajutorul partenerului, având poziția unui înger în aer. Partenerul îl va prinde pe măsură ce va coborî. Când Sora execută Acrobația Îngerului, durează mai mult, pe măsură ce ea adaugă diverse prestații înainte de a fi prinsă de Leon.

## Trivia
- Se spune că manevra este executată cu succes când un înger (Sora) este înălțat de către un demon (Leon și Yuri).
- Deoarece mulți au eșuat în urma prestării acesteia, este poreclită "Manevra Prostului", datorită dificultății sale.
- Manevra este considerată a fi un spectacol unde inimile audienței și a executanților se unesc, lucru indicat atunci când Sora o execută, determinându-și oarecum colegii să fugă pe scenă și să-i dezvolte reprezentația.
- Pentru un efect mult mai „angelic", Kalos a planificat deschiderea spectacolului înainte de răsăritul Soarelui. Când Soarele răsare, peretele din spatele Sorei se deschide, iar lumina reflectată de costumul acesteia strălucește precum ea ar fi un înger adevărat.